# Cyriacotheriidae
De Cyriacotheriidae zijn een familie van uitgestorven zoogdieren behorend tot de Pantodonta die tijdens het Paleoceen in Noord-Amerika leefden. 

## Taxonomie
De familie omvat twee geslachten: Cyriacotherium en Presbytherium.
De indeling van de Cyriacotheriidae was lang twijfelachtig. Het gebit heeft karakteristieken die enerzijds kenmerkend zijn voor pantodonten zoals Pantolambda en anderzijds die overeenkomen met die van huidvliegers. Fossiele vondsten van Presbytherium, beschreven in 2010, gaven duidelijkheid over de indeling bij de pantodonten. Fylogenetisch onderzoek van het Paleocene Mammal Network plaatste de Cyriacotheriidae in een klade met de Pantodonta en Tillodontia. 

## Fossiele vondsten
Fossielen zijn gevonden in de Amerikaanse staat Wyoming en de Canadese provincies Alberta en Saskatchewan. De vondsten dateren uit de North American Land Mammal Ages Torrejonian, Tiffanian en Clarkforkian.

## Kenmerken
De Cyriacotheriidae zijn slechts bekend van delen van de schedel, die wijzen op middelgrote vormen van ongeveer een meter lang. 